# Eidolon helvum
Eidolon helvum је врста слепог миша из породице великих љиљака (Pteropodidae), која насељава већи део Подсахарске Африке и приобаље југозападног дела Арабијског полуострва.

## Распрострањење
Ареал врсте Eidolon helvum обухвата већи број држава у Африци. 
Врста има станиште у Саудијској Арабији, Нигеру, Јемену, Етиопији, Јужноафричкој Републици, Танзанији, Џибутију, Еритреји, Гвинеји, Сенегалу, Судану, Мауританији, Малију, Нигерији, Камеруну, Замбији, Зимбабвеу, Анголи, Кенији, Бенину, Боцвани, Буркини Фасо, Бурундију, Централноафричкој Републици, Чаду, Обали Слоноваче, Екваторијалној Гвинеји, Габону, Гани, Гвинеји Бисао, Лесоту, Либерији, Малавију, Мозамбику, Намибији, Руанди, Сијера Леонеу, Свазиленду, Тогу, Републици Конго, ДР Конгу, и Уганди.

## Станиште
Станишта врсте су шуме, саване и речни екосистеми. Врста је по висини распрострањена од нивоа мора до 2.000 метара надморске висине.

## Угроженост
Ова врста је на нижем степену опасности од изумирања, и сматра се скоро угроженим таксоном.